# Dopravní značení na Slovensku

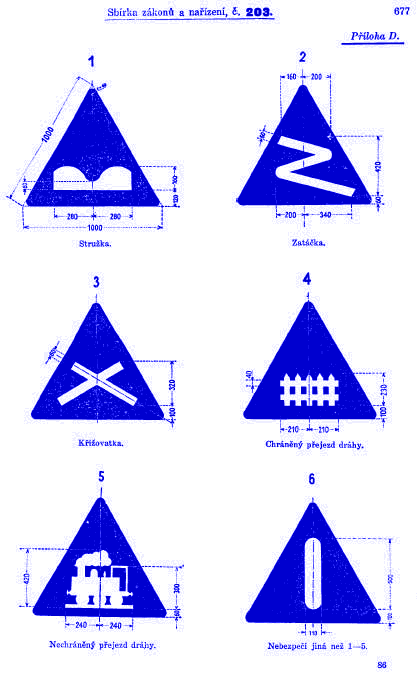
Prvních šest druhů dopravních značek v Československu, oficiálně zavedených roku 1935

Dopravní značení na Slovensku má počátky v období Československa. První výstražné dopravní značky byly v Československu legislativně kodifikovány od 1. listopadu 1935, umisťovány však byly již dříve. V květnu 1938 byly zavedeny dopravní značky a signály pokrývající již celou škálu významů. Při dalších změnách (např. 1961, 1967, 1976, 1990) postupně přibývaly nové druhy značek a u některých se měnilo jejich provedení. Po zániku Československa byly značky na Slovensku zavedeny novou slovenskou vyhláškou a přečíslovány.

## Období Československa
Zavádění dopravních značek předpokládala a požadovala Pařížská konvence z roku 1909 a její dodatek z roku 1926. Povinnost správ silnic umístit výstražné značky stanovil v § 68–71 zákon č. 81/1935 Sb., o jízdě motorovými vozidly. Vládním nařízením č. 203/1935 Sb. n. a z. bylo od 1. listopadu 1935 na území Československa oficiálně zavedeno prvních šest druhů výstražných značek (1. Stružka, 2. Zatáčka, 3. Křižovatka, 4. Chráněný přejezd dráhy, 5. Nechráněný přejezd dráhy a 6. Nebezpečí jiná než 1 – 5). Tyto značky měly již tvar rovnostranného trojúhelníku o straně 1000 mm, avšak symboly byly provedeny bíle na modrém podkladě (bez orámování). Symboly byly již podobné dnešním.
Zákon č. 82/1938 Sb. z 8. dubna 1938, o dopravních značkách pro silniční dopravu, stanovil povinnost označit do konce roku 1938 silnice dopravními značkami. Vládním nařízením č. 100/1938 Sb. n. a z. byly od května 1938 zavedeny i další druhy dopravních značek a zařízení světelné signály pro řízení dopravy.
Po druhé světové válce přinesl zásadní úpravu zákon č. 56/1950 Sb., o provozu na veřejných silnicích. Vládní nařízení č. 11/1951 Sb., jímž se provádí zákon o provozu na veřejných silnicích, v § 29 praví, že dopravní značky zavede vyhláška vyhlášená v Úředním listu. Číslo této vyhlášky a její obsah jsou dnes obtížně dohledatelné. Novou úpravu přineslo vládní nařízení č. 54/1953 Sb., o provozu na silnicích, později ještě novelizované zákonným opatřením NS č. 13/1956 Sb. Na zmocnění tímto vládním nařízením se odvolávaly změny pravidel silničního provozu až do roku 1996 (nové zmocnění pak přinesl zákon č. 12/1997 Sb., o bezpečnosti a plynulosti silničního provozu). Obrazovou přílohu s dopravními značkami obsahovala vyhláška č. 145/1956 Ú. l., o provozu na silnicích, novelizovaná vyhláškou č. 197/1958 Ú. l. Tato vyhláška platila až do konce roku 1960. Zda a kolik vyhlášek tuto vyhlášku předcházelo, je dnes obtížné zjistit. Dopravní značky platné od 1. ledna 1961 stanovila vyhláška ministerstva vnitra ČSSR č. 141/1960 Sb. ze dne 3. září 1960, kterou se vydávají pravidla silničního provozu. Dopravní značky platné od 1. ledna 1967 stanovila vyhláška ministerstva vnitra ČSSR č. 80/1966 Sb. ze dne 20. října 1966, o pravidlech silničního provozu. Vyhláška federálního ministerstva vnitra ze dne 17. června 1971, kterou se měnila a doplňovala vyhláška č. 80/1966 Sb., zavedla s účinností od 1. července 1971 zcela nově především pravidla pro provoz na dálnicích včetně vzhledu dálničního dopravního značení. Tento zásah byl vynucen dokončováním prvního úseku dálnice D1 mezi Prahou a Mirošovicemi s plánovaným uvedením do provozu 12. července 1971. Dopravní značky platné od 1. ledna 1976 stanovila vyhláška federálního ministerstva vnitra č. 100/1975 Sb. ze dne 23. července 1975, o pravidlech silničního provozu. Touto vyhláškou bylo zavedeno číslování dopravních značek pomocí písmene označujícího druh značky a za ním následujícího čísla. Písmeno odpovídá označování kapitol v předchozích vyhláškách. Zákazové a příkazové značky byly rozděleny do samostatných kapitol. Dopravní značky platné od 1. ledna 1990 stanovila vyhláška federálního ministerstva vnitra č. 99/1989 Sb. ze dne 5. července 1989, o pravidlech provozu na pozemních komunikacích (pravidla silničního provozu).

## Po zániku Československa

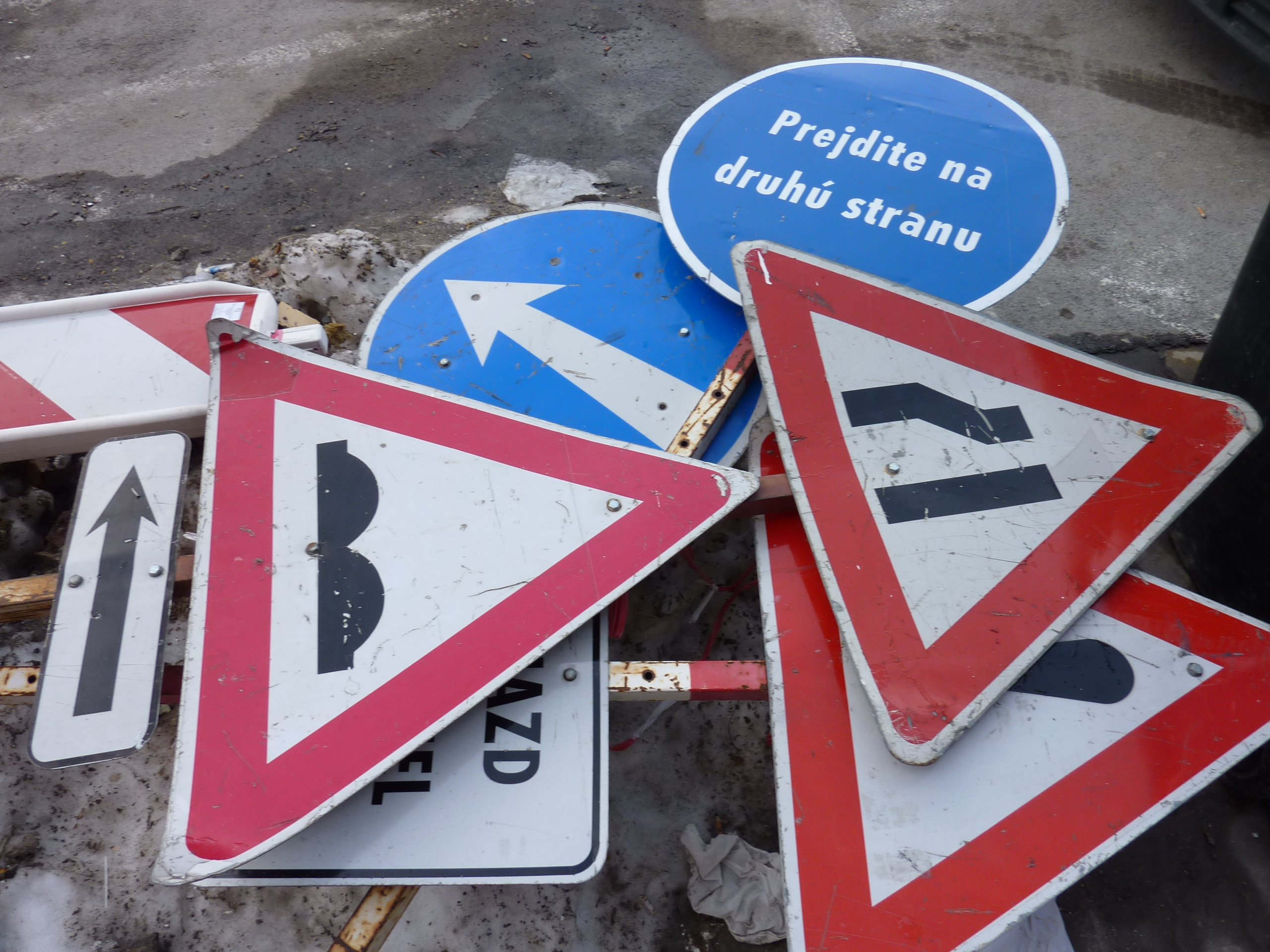
Značky použité při dopravním omezení na ulici v Bratislavě

### Československá vyhláška 99/1989 Sb.
Až do konce března 1997 platila na Slovensku československá vyhláška č. 99/1989 Sb. Vyhláškou 267/1994 Z. z., která na Slovensku novelizovala původní federální vyhlášku 99/1989 Sb., byly od 1. listopadu 1994 zavedeny značky pro označení začátku a konce obce v jazyce národnostní menšiny.

### Od 1. 4. 1997
Dne 1. dubna 1997 vstoupil v účinnost zákon č. 315/1996 Z. z., o premávke na pozemných komunikáciách, který zrušil a nahradil stávající federální pravidla silničního provozu. Současně vstoupila v platnost vyhláška č. 90/1997 Z. z., která stanovila dopravní značky v novém očíslování podle přehlednějšího a logičtějšího řazení.
Nové dopravní značky a změny:
- A 6 Nebezpečná krajnica (místo pův. dodatkové tabulky E 6c)
- A 7 Sneh alebo poľadovica (místo pův. dodatkové tabulky E 6b)
- A 12 Pozor, chodci
- A 20b Križovatka s vedľajšou cestou
- A 22 Kolóny
- A 26a, A 26b Výstražný kríž je umístěn na obdélníkové podložce
- B 9 Zákaz vjazdu mopedov
- B 13 Zakaz vjazdu motorových vozidiel s prívesmi
- B 17 Zákaz jazdy vozidiel, ktoré nedodržia vyznačený odstup (ve vyhl. 225/2004 Z. z. změna významu)
- B 32 Zákaz státia v nepárnych dňoch
- B 33 Zákaz státia v párnych dňoch
- C 10 Cestička pre chodcov a cyklistov (s oddelenými pruhmi)
- C 11 Cestička pre jazdcov na koňoch
- C 13 Použiť protisklzové reťaze
- C 14 Prikázaný smer prepravy nebezpečného nákladu
- D 6b Priechod pre cyklistov
- D 6c Spomaľovací prah
- D 13 Platené parkovisko (namísto původních dvou značek s kotoučem i hodinami)
- D 17a SOS (telefon)
- D 17b První pomoc (hvězda místo kříže)
- D 19 Rozhlasové informácie
- D 27 Odpočívadlo
- D 28 Pláž alebo kúpalisko
- D 34 a násl. – Návěsti před križovatkou – doplněná čísla komunikací
- Směrové šipky – bez vnějších hrotů, obdélníkový tvar
- D 46b kilometrovník s číslem úseku (uzlu)
- D 61 Úniková cestička
- D 65a, D65b Všeobecné najvyššie povolené rýchlosti
- V 7 Přejezdy, směrové šipky a jízdní pruhy pro cyklisty značeny zeleně
- V 11 Zastávka autobusu nebo trolejbusu značena bíle
- O 5 Označenie vozidla lekára pri poskytování zdravotnej starostlivosti

### Od 1. 7. 2002
Vyhláška č. 342/2002 Z. z., která novelizuje vyhlášku 90/1997 Z. z., obsahuje zcela novou přílohu s dopravními značkami. Jednou z výrazných změn je zavedení proměnných dopravních značek. Účinnost je od 1. července 2002.
Nové dopravní značky a změny:
- C 16 Rozsvieť svetlá
- D 10a Telefón núdzového volania
- D 10b Hasiací prístroj
- D 10c Núdzová odstavná plocha
- D 30a Tunel
- D 30b Koniec tunela
- S 5c Svetelná šípka doľava
- S 5d Svetelná šípka doprava
- Z 6a Panely pre premenné dopravné značky elektronické
- Z 6a Panely pre premenné dopravné značky elektromechanické

### Od 1. 5. 2004
Stávající vyhláška 90/1997 Z. z. je k 1. květnu 2004 zrušena a nahrazena novou vyhláškou MV SR č. 225/2004 Z. z., ktorou sa vykonávajú niektoré ustanovenia zákona NR SR o premávke na pozemných komunikáciách. Tato vyhláška obsahuje přílohu s dopravními značkami.
Nové dopravní značky a změny:
- A 20c Pozor, okružná križovatka
- B 17 Změna symbolu i významu: Zákaz jazdy motorových vozidiel vo vzdialenosti kratšej, ako je vyznačená
- D 13b Kryté parkovisko
- D 13c Parkovisko P+R
- D 37b Návesť před križovatkou (s kruhovým objezdem)
- D 44a Diaľnica (červené označení čísla)
- D 66 Hraničný prechod
- D 67 Hranica štátu
- D 68- D 69 Návěsti a směrovky ke kulturním, turistickým a komunálním cílům (hnědé)
- V 15 Bezpečná vzdialenosť
- V 16 Optická psychologická brzda
- Z 4 Směrovací a vodicí desky
- Vypuštění starého symbolu těžce zdravotně postiženého

### Od 29. 4. 2006
Vyhláška 227/2006 Z. z., která novelizuje vyhlášku č. 225/2004 Z. z., zavádí nové značky Čerpací stanice CNG, Čerpací stanice LPG, Nouzový východ, Úniková cesta.

### Od 1. 2. 2009
Od 1. února 2009 platí nový zákon o silničním provozu č. 8/2009 a prováděcí vyhláška 9/2009 s novým seznamem dopravních značek.
Dochází k rozsáhlému přečíslování dopravních značek. Podle českého vzoru z roku 2001 jsou značky týkající se přednosti na křižovatkách vyčleněny do samostatné kapitoly a informativní značky jsou rozděleny do tří skupin. Značky uspořádání jízdních pruhů jsou přemístěny mezi příkazové značky.
Je důsledně rozlišeno, které značky mají stanovenu jednu závaznou podobu a které jsou obměnitelným vzorem. Označením „vzor“ byly opatřeny například značky obsahující číselné údaje, text nebo šipky (nebezpečné klesání a stoupání, jiný zákaz a jiný příkaz, značky s údaji o rozměrech, vzdálenosti nebo hmotnosti, symboly tvaru křižovatek nebo uspořádání jízdních pruhů). Jako obměnitelné vzory jsou označeny i výstražná značka přechodu pro chodce, značka Zvěř či značka Křižovatka s vedlejší silnicí. Značka "konec příkazu" je použita jako univerzální vzor, z přehledu značek byly vypuštěny koncové varianty jednotlivých příkazových značek.
Více či méně se změnily názvy některých značek (například "Práce" místo "Práce na silnici", z názvů některých výstražných značek bylo vypuštěno slovo "pozor", místo termínu "malý motocykl" se používá termín "moped", silnice pro motorová vozidla začala být označována jako rychlostní silnice. Čísla dálnic jsou doplněna písmenem D, je zaveden nový způsob značení čísel rychlostních silnic, a to červenými tabulkami (jako dálnice) a s písmenem R. Změnil se symbol na výstražné značce Chodci (místo čelního pohledu muže jdoucí muž s holčičkou). Na značkách ukončujících zákazy či hlavní silnici byl silný černý pruh nahrazen pěticí tenkých proužků. U některých textových značek (jiný zákaz, jiný příkaz) byla písmena malé abecedy ve vzorech nahrazena písmeny velké abecedy. 
U značky Zúžená vozovka byla samostatně přidána varianta A 4c pro zúžení zleva. Přibyly výstražné značky A 6 Zpomalovací práh, A 10 Mlha, A 33 Nehoda. Návěstním tabulím před přejezdem přibyly levostranné varianty. Příbyly značky B 5 Zákaz vjezdu osobních automobilů, B 12 Zákaz vjezdu jezdců na koních, B 14 zákaz vstupu kolečkovým bruslařům. Přibyla značka C 10 Stezka pro kolečkové bruslaře. Dosavadní kombinované značky Stezka pro chodce a cyklisty byly nahrazeny značkami Stezka pro vyznačené uživatele. Značka Přikázaný směr přepravy nebezpečného nákladu nahrazena značkou Přikázaný směr přepravy vyznačených vozidel a věcí, symbol vozidla (nákladu) byl přemístěn pod příkazový symbol. Přibyla značka C 5 Přikázaný směr jízdy otáčení, symbol otáčení se nově objevil i ve vzorech uspořádání jízdních pruhů. Byl změněn symbol značky snížení počtu jízdních pruhů. Přibyla značka C 30 Střídavé řazení. Na svislých dopravních značkách parkovišť byly změněny symboly kolmého, šikmého a podélného stání: silueta automobilu na nich byla nahrazena zobrazením půdorysu vodorovného značení (jde tedy prakticky o návrat k dřívější podobě značek). Přibyla značka Parkoviště – parkovací místa s regulovaným stáním. Přibyla nová svislá dopravní značka IP 20b Stanoviště taxi, vodorovné značení stanoviště taxi V 10e bylo nově předepsáno jako podobné vodorovnému značení zastávky a odlišeno od značení vyhrazeného parkoviště. Přibyla nová značka Školní zóna a její koncová varianta. Přibyla nová vodorovná značka Mlhové body a k ní příslušející sada svislých značek IP 31. Nově jsou v pravidlech zobrazeny svislé značka IP 32 Bezpečná vzdálenost, IP 34 Všeobecné informace o dopravních omezeních. Na směrových značkách jsou nově použity symboly exitů, křížení silnic, cílových států. Směrové tabulky pro objížďku změněny ze šipkového tvaru na obdélníkový. Na značce „Jiný název“ přibyl symbol řeky (vlnky). Přibyla nová verze kilometrovníku, nová značka pro místní část obce a její konec. „Informativní značky jiné“ změnily tvar z obdélníkového na čtvercový, přibyly informativní značky o lanovkách a vlecích. Přibyly nové značky odpočívadel, nouzových východů a únikových cest, dodatková tabulka invalidy, dodatková tabulka s textem. Stávající značka "za mokra" má nový význam "nepříznivé povětrnostní podmínky".
Mezi vodorovným značením a dopravními zařízeními přibyly vodicí, varovné a signální pásy. Vodorovná dopravní značka V 10d má mírně pozměněnou podobu. Mezi vyobrazeními signálů přibyly plné kruhové signály, doplňková zelená šipka, přejezdová signalizace, doplňková blikající žlutá světla s různými symboly i bez symbolu. Byla změněna stylizace panáčků na semaforech, změnila se podoba signálů pro povolení či zákaz vjezdu do jízdního pruhu. Z přehledu byl vypuštěn rychlostní sígnál s více signálními znaky. Změnila se podoba směrovacích a vodicích desek (místo rovnoběžných pruhů pruhy v dvojím sklonu), ve vyhlášce přibylo nové zařízení "červené a bílé pruhy", policejní směrovka pro řízení dopravy, označení zpomalovacích prahů, směrové sloupky, dopravní knoflíky, ukazatel směru a síly bočního větru (větrný rukáv), varovná tabule, elektronické panely na proměnné provozní informace.

## Technické požadavky
Technické požadavky na dopravní značení byly upraveny nejprve přímo v právních předpisech, později v ČSN 01 8020. Později byla vydána evropská norma EN 12899. 
Na Slovensku platí též například technické podmínky TP 04/2005 Použitie zvislých a vodorovných dopravných značiek na pozemných komunikáciách, které vydalo MDPT.